# 4 Minutes
4 Minutes (z ang. 4 minuty) – pierwszy singel promujący jedenasty album Madonny zatytułowany Hard Candy, którego premiera odbyła się 28 kwietnia 2008 roku. Utwór został nagrany wspólnie z Justinem Timberlake'm, przy współpracy z Timbalandem.
7 kwietnia odbyła telewizyjna premiera wysokobudżetowego wideoklipu do tego utworu w amerykańskim programie TRL, jednak już 4 kwietnia użytkownicy serwisu iTunes mogli obejrzeć teledysk, gdzie odbyła się jego światowa premiera. Reżyserią teledysku zajął się duet Jonas & François.

## O singlu
- Singel jest pierwszym, tak wysoko ocenianym utworem Madonny na listach amerykańskiego magazynu Billboard od czasu singla Music w 2000 roku.
- Jest to trzynasty numer 1 Madonny w Wielkiej Brytanii.
- Czwarty raz w 26-letniej karierze, Madonnie udało się mieć pierwsze miejsca jednocześnie na liście singlowej (4 Minutes) jak i liście albumowej (Hard Candy)
- Singiel został nominowany do nagrody Grammy 2009 w kategorii „Najlepsza Wokalna Współpraca Pop” – nie zdobył nagrody.

## Formaty i lista utworów singla
| #                                  | Tytuł                                      | Czas |
| ---------------------------------- | ------------------------------------------ | ---- |
| Międzynarodowy CD Singel           |                                            |      |
| 1.                                 | „4 Minutes” (Album Version)                | 4:04 |
| 2.                                 | „4 Minutes” (Bob Sinclar Space Funk Remix) | 5:39 |
| Międzynarodowy Maxi CD Singel      |                                            |      |
| 1.                                 | „4 Minutes” (Album Version)                | 4:04 |
| 2.                                 | „4 Minutes” (Bob Sinclar Space Funk Remix) | 5:39 |
| 3.                                 | „4 Minutes” (Junkie XL Remix)              | 6:16 |
| Międzynarodowy Digital Maxi Singel |                                            |      |
| 1.                                 | „4 Minutes” (Album Version)                | 4:04 |
| 2.                                 | „4 Minutes” (Bob Sinclar Space Funk Remix) | 5:39 |
| 3.                                 | „4 Minutes” (Junkie XL Remix)              | 6:16 |
| Brytyjski CD Singel                |                                            |      |
| 1.                                 | „4 Minutes” (Album Version)                | 4:04 |
| 2.                                 | „4 Minutes” (Bob Sinclar Space Funk Remix) | 5:39 |
| Brytyjski 12” Vinyl                |                                            |      |
| A1.                                | „4 Minutes” (Radio Edit)                   | 3:10 |
| A2.                                | „4 Minutes” (Bob Sinclar Space Funk Edit)  | 4:57 |
| B1.                                | „4 Minutes” (Junkie XL Remix Edit)         | 4:39 |
| B2.                                | „4 Minutes” (Tracy Young House Radio)      | 3:33 |

| #                          | Tytuł                                      | Czas |
| -------------------------- | ------------------------------------------ | ---- |
| Amerykański Maxi CD Singel |                                            |      |
| 1.                         | „4 Minutes” (Bob Sinclar Space Funk Remix) | 5:39 |
| 2.                         | „4 Minutes” (Junkie XL Remix)              | 6:16 |
| 3.                         | „4 Minutes” (Tracy Young House Mix)        | 7:55 |
| 4.                         | „4 Minutes” (Peter Saves Paris Remix)      | 8:37 |
| 5.                         | „4 Minutes” (Rebirth Remix)                | 7:57 |
| 6.                         | „4 Minutes” (Junkie XL Dirty Dub)          | 4:52 |
| Amerykański 2x12” Singel   |                                            |      |
| A1.                        | „4 Minutes” (Bob Sinclar Space Funk Remix) | 5:39 |
| A2.                        | „4 Minutes” (Peter Saves Paris Remix)      | 8:37 |
| B1.                        | „4 Minutes” (Tracy Young House Mix)        | 7:55 |
| B2.                        | „4 Minutes” (Junkie XL Dirty Dub)          | 4:52 |
| C1.                        | „4 Minutes” (Album Version)                | 4:04 |
| C2.                        | „4 Minutes” (Rebirth Remix)                | 7:57 |

## Oficjalne wersje

### Oryginalne wersje
1. Album Version — 4:04
2. Radio Edit — 3:10

### Oficjalne remixy
1. Bob Sinclar Space Funk Remix — 5:39
2. Bob Sinclar Space Funk Edit — 4:57
3. Junkie XL Remix — 6:16
4. Junkie XL Remix Edit — 4:39
5. Junkie XL Dirty Dub — 4:52
6. Peter Saves London Remix
7. Peter Saves Paris Remix — 8:37
8. Peter Saves Paris Mix Edit — 4:48
9. Peter Saves The World Remix
10. Rebirth Remix — 7:57
11. Rebirth Mix Edit — 3:42
12. Tracy Young House Mix — 7:55
13. Tracy Young Mixshow — 6:19
14. Tracy Young House Radio — 3:33
15. Tracy Young House Dub — 7:55

## Notowania
| Główne listy                        | Najwyższa Pozycja |
| Austria – Top 75                    | 2 (4 tygodnie)    |
| Australia – Singles Top 50          | 1 (3 tygodnie)    |
| Belgia – Singles Top 50             | 1 (6 tygodni)     |
| Bułgaria – Top 40                   | 1 (6 tygodni)     |
| Brazylia – Hot 100 Singles          | 1 (4 tygodnie)    |
| Dania – Top 40                      | 1 (3 tygodnie)    |
| Europa – Airplay                    | 1 (5 tygodni)     |
| Filipiny – Hot 100                  | 1 (3 tygodnie)    |
| Finlandia – Top 20                  | 1 (8 tygodni)     |
| Francja – Singles Top 100           | 2 (7 tygodni)     |
| Grenlandia – Airplay Chart          | 1 (4 tygodnie)    |
| Holandia – Top 40                   | 1                 |
| Irlandia Singles Top 50             | 1                 |
| Izrael Singles Chart                | 1 (4 tygodnie)    |
| Kanada – Hot 100                    | 1 (9 tygodni)     |
| Litwa – Airplay Chart               | 1 (5 tygodni)     |
| Nowa Zelandia – Top 40              | 3 (2 tygodnie)    |
| Niemcy – Singles Top 100            | 1 (3 tygodnie)    |
| Norwegia – Top 20                   | 1 (4 tygodnie)    |
| Polska – Airplay                    | 1                 |
| Portugalia – Singles Top 50         | 1                 |
| Szwajcaria – Singles Top 100        | 1 (6 tygodni)     |
| Szwecja – Top 60                    | 2 (3 tygodnie)    |
| Turcja – Top 20                     | 1 (3 tygodnie)    |
| Węgry – Mahasz Charts               | 1 (2 tygodnie)    |
| Wielka Brytania – Top 40 UK         | 1 (4 tygodnie)    |
| Włochy – Top 50                     | 1 (2 tygodnie)    |
| U.S. Billboard Pop 100              | 2                 |
| U.S. Billboard Pop 100 Airplay      | 3                 |
| U.S. Billboard Hot 100              | 3 (2 tygodnie)    |
| U.S. Billboard Hot Dance Airplay    | 1                 |
| U.S. Billboard Hot Dance Club Play  | 1                 |
| U.S. Billboard Hot Digital Songs    | 1                 |
| U.S. Billboard Hot Videoclip Tracks | 1                 |
| United World ChartTop 40            | 1 (11 tygodni)    |
| Pozostałe listy                     |                   |
| RMF FM – Poplista                   | 1                 |
| Radio Zet – Liga Hitów              | 1                 |
| RMF Maxxx – Hop Bęc                 | 1                 |
| Planeta FM – Hit Machine            | 1                 |
| Eska – Gorąca 20                    | 1                 |
| Eska – Eurotop                      | 1                 |
| Trójka – Polskie Radio Program 3    | 1 (1 tydzień)     |
| SLiP – Polskie Radio Szczecin       | 1 (1 tydzień)     |